# Auvignon
L'Auvignon, également appelée Grand Auvignon, est une  rivière du Sud-Ouest de la France et un affluent gauche de la Garonne.

## Géographie
De 55,7 km de longueur, l'Auvignon est située entre le Gers et la Baïse, elle prend sa source au Mas-d'Auvignon dans le Gers et se jette dans la Garonne au lieu-dit Meneaux, commune de Feugarolles, près de Saint-Laurent en Lot-et-Garonne. Son bassin versant s'étend sur 303 km2.

## Départements et communes traversés
- Gers : Mas-d'Auvignon, Roquepine, Blaziert, Saint-Orens-Pouy-Petit, Caussens, Castelnau-sur-l'Auvignon, Condom, Gazaupouy, Ligardes.
- Lot-et-Garonne : Moncrabeau, Francescas, Nomdieu, Fieux, Saumont, Calignac, Montagnac-sur-Auvignon, Espiens, Montesquieu, Bruch, Saint-Laurent, Feugarolles.

## Principaux affluents
- Le Petit Auvignon : 23,6 km
- Le Garaillon : 9,7 km
- La Ségone : 6,2 km
- Le ruisseau des Lignats : 6,7 km
- La Gaule : 14,5 km